# Kár volt hazudni
A  Kár volt hazudni (The Awful Truth) 1937-ben bemutatott amerikai fekete-fehér romantikus filmvígjáték Leo McCarey rendezésében. A filmet hat Oscar-díjra jelölték, melyből a legjobb rendezőit tudta megnyerni.
1996-ban az Amerikai Egyesült Államok Nemzeti Filmmegőrzési Bizottsága beválasztotta a filmet a Nemzeti Filmarchívumba.

## Történet
|  | Alább a cselekmény részletei következnek! |

Jerry Warriner (Cary Grant) egy utazásról tér haza, de a feleségét Lucyt (Irene Dunne) nem találja otthon. Amikor a nő egy jóképű zenetanár, Armand Duvalle (Alexander D'Arcy) kíséretében érkezik haza, rájön hogy vidéken töltötte vele az éjszakát. Viszont Lucy is rájön, hogy férje nem is volt Floridában ahogy állította. Kölcsönös vádaskodásaik váláshoz vezetnek.
Lucy Patsy nagynénje (Cecil Cunningham) lakásába költözik, ahol eljegyzi magát a szomszéd Dan Leesonnal (Ralph Bellamy) Oklahomából. Habár Dan édesanyja (Esther Dale) nem igazán lelkesedik érte. Végül Lucy ráébred, hogy még mindig Jerryt szereti, ezért fel akarja bontani az eljegyzést. Mielőtt ezt közölné Dannel, Armand megjelenik s lakásán. Mikor Jerry kopog a nő ajtaján, Armand jobbnak látja ha elbújik a hálószobában. Jerry ki akar békülni Lucyvel, de hirtelen felbukkan Dan az anyjával, ezért Jerry is elbújik a hálószobában. Verekedés tör ki, mikor észreveszi hogy Armand is ott van. Jerry végigkergeti a zenetanárt a lakáson Leesonék szeme láttára.
Később Jerryt a gazdag örökösnő Barbara Vance (Molly Lamont) oldalán lehet látni. Hogy szétszakítsa ezt a kapcsolatot, Lucy megjelenik egy partyn a Vance házban, ahol Jerry testvérének adja ki magát, és bevallja hogy "apjuk" csak egy kertész volt a Princetoni Egyetemen, nem pedig atléta, ahogy Jerry állította korábban. Jerry mikor észreveszi, hogy Lucy szabotálni készül terveit, autóba teszi és elhajt vele.
Motoros rendőrök állítják meg őket. Lucy hogy több időt tudjon Jerryvel tölteni, kárt tesz az autóban, amivel nem tudnak továbbmenni. A rendőrök viszik el őket Lucy nagynénje lakására. Ott Jerry rájön, hogy bolondot csinált magából, és a pár ismét kibékül.

## Szereplők
- Irene Dunne – Lucy Warriner
- Cary Grant – Jerry Warriner
- Ralph Bellamy – Dan Leeson
- Alexander D'Arcy – Armand Duvalle
- Cecil Cunningham – Patsy néni
- Molly Lamont – Barbara Vance
- Esther Dale – Mrs. Leeson
- Joyce Compton – Dixie Belle Lee
- Robert Allen – Frank Randall
- Zita Moulton – Lady Fabian
- Robert Warwick – Mr. Vance
- Mary Forbes – Mrs. Vance
- Skippy – Mr. Smith, a kutya

## Forgatás
A forgatás rövid ideig, 1937. június 21. és augusztus 17. között tartott. A premierre október 21-én került sor.

## Más verziók
Két korábbi verzió készült Arthur Richman színdarabjából McCarey produkciója előtt. Egy 1925-ös némafilm Warner Baxter főszereplésével és egy nem túl ismert korai 1929-es hangosfilm. Let Do It Again címmel 1953-ban is feldolgozták musicalként. Abban a verzióban Ray Milland és Jane Wyman alakította a főszereplő párost.

## Díjak és jelölések
- Oscar-díj (1938)
  - díj: legjobb rendező – Leo McCarey
  - jelölés: legjobb film – Columbia Pictures
  - jelölés: legjobb női főszereplő – Irene Dunne
  - jelölés: legjobb férfi mellékszereplő – Ralph Bellamy
  - jelölés: legjobb forgatókönyv – Vina Delmar
  - jelölés: legjobb vágó – Al Clark

## Fordítás
- Ez a szócikk részben vagy egészben  a   The_Awful_Truth című angol Wikipédia-szócikk fordításán alapul.  Az eredeti cikk szerkesztőit annak laptörténete sorolja fel. Ez a jelzés csupán a megfogalmazás eredetét és a szerzői jogokat jelzi, nem szolgál a cikkben szereplő információk forrásmegjelöléseként.